# Ruth Maguire

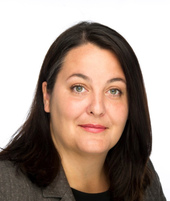
Ruth Maguire

Ruth Maguire ist eine schottische Politikerin und Mitglied der Scottish National Party (SNP).

## Leben
Maguire wurde als Tochter des Politikers und ehemaligen Polizisten John Finnie in den schottischen Highlands geboren. Sie besuchte das College Sabhal Mòr Ostaig auf der Insel Skye und nahm anschließend verschiedene Positionen in der Computerindustrie an. Zuletzt betrieb sie eine eigene therapeutische Praxis. Maguire ist verheiratet und zweifache Mutter.

## Politischer Werdegang
Im Jahre 2012 wurde Maguire für die SNP im Wahlkreis Irvine West in den Rat von North Ayrshire gewählt. Nachdem ihre Parteikollegin Margaret Burgess, die das Mandat des Wahlkreises Cunninghame South hielt, zu den schottischen Parlamentswahlen 2016 nicht mehr antrat, wurde Maguire als Nachfolgerin nominiert. Am Wahltag erhielt sie den größten Stimmenanteil und zog in der Folge in das schottische Parlament ein. Im Parlament ist Maguire Mitglied der Ausschüsse Education and Skills sowie Social Security.
Ihr Vater John Finnie, zwischenzeitlich als Mitglied der Scottish Green Party, erhielt bei den Parlamentswahlen 2016 ein Listenmandat der Wahlregion Highlands and Islands. Damit sind John Finnie und Ruth Maguire die ersten direkt verwandten, die im Parlament gleichzeitig verschiedene Parteien vertreten.